# ロドニー・カーニー
ロドニー・カーニー（Rodney Dion Carney 1984年4月5日 - ）はアメリカ合衆国のバスケットボール選手。テネシー州メンフィス生まれ、インディアナ州インディアナポリス出身。ポジションはスモールフォワード。201cm、93kg。

## 経歴

### 学生時代
高校は地元インディアナポリスの高校に通い、大学はメンフィス大学に進学。大学在籍時、大学の通算3P成功数トップを記録した。

### プロキャリア
2006年のNBAドラフトでシカゴ・ブルズから1巡目12位指名されたが、ドラフト当日にタボ・セフォロシャとのトレードでフィラデルフィア・セブンティシクサーズに入団となった。ルーキーイヤーの2006-07シーズン序盤はあまり出番が得られなかったが、シーズン中盤にアレン・アイバーソンやクリス・ウェバーがチームを離れると多く出番をもらえるようになった。
2008-09シーズン前にトレードでミネソタ・ティンバーウルブズに移籍した。ウルブズでは、主にベンチ起用だったが、キャリア最高の平均7.2得点をマークした。
しかしNBAには定着出来ず、その後はシクサーズ、ゴールデンステート・ウォリアーズ、メンフィス・グリズリーズを転々とした後、中国、レバノン、ベネズエラなどでプレーし、2015年11月にシクサーズ傘下のデラウェア・87ereと契約した。
2016年8月18日、B-LEAGUEの豊通ファイティングイーグルス名古屋と契約した。